# Synaptura megalepidoura
Synaptura megalepidoura és un peix teleosti de la família dels soleids i de l'ordre dels pleuronectiformes.

## Hàbitat
Viu entre els 27 i 37 m de fondària.

## Distribució geogràfica
Es troba a les costes de les Filipines.